# La Chapelle-en-Juger
La Chapelle-en-Juger è un comune francese di 670 abitanti situato nel dipartimento della Manica nella regione della Normandia.

## Società

### Evoluzione demografica
Abitanti censiti